# Palais de la Femme
Palais de la Femme (doslovně Ženský palác) je stavba z roku 1910, která se nachází v Paříži na křižovatce ulic Rue de Charonne a Rue Faidherbe v 11. obvodu. Od roku 1926 slouží Armádě spásy pro ubytování dívek a žen. Budova má 630 pokojů.

## Historie
V letech 1641-1904 stál na tomto pozemku ženský dominikánský klášter Filles-de-la-Croix, kde měl být původně pohřben Cyrano de Bergerac. V roce 1792 za Francouzské revoluce byl klášter zrušen. Jeptišky se sem navrátily v roce 1825 a klášter byl definitivně uzavřen v roce 1904 a poté zbořen. V roce 1910 zde architekt Auguste Labussiere postavil novou budovu, která sloužila jako ubytovna pro svobodné muže. Po vypuknutí první světové války byli muži odvedeni na frontu a dům byl přeměněn na válečnou nemocnici. V letech 1919-1924 zde sídlilo ministerstvo penzí. V lednu 1926 se Armáda spásy rozhodla budovu zakoupit a vypsala veřejnou sbírku, aby získala potřebných 11 miliónů franků. Palais de la Femme byl oficiálně otevřen 23. června 1926.
Od roku 2003 jsou části stavby (vestibul, schodiště, restaurace, čajovna, knihovna a výzdoba interiérů) chráněny jako historické památky. V letech 2006-2009 prošla budova rozsáhlou rekonstrukcí.